# Krængeteknik
Krængeteknik er en mekanisk anordning i visse jernbanevogne og lokomotiver, som sætter dem i stand til at krænge, eller "vippe", vognkassen til siderne, når de kører gennem et sving, på samme måde som bl.a. cyklister "læner sig indad i svinget", når de skal dreje.
Når toget krænger, flyttes en større del af massen ind i kurvens inderside, og modvirker dermed den centrifugalkraft, der søger at få toget til at fortsætte ligeud (og dermed forlade sporet) – på den måde kan toget passere et sving med større fart end et tilsvarende tog uden krængeteknik på samme strækning.
Teknikken kendes også fra visse vejkøretøjer som f.eks. Yamahas TriCity og andre trehjulede motorcykler.

## Eksempler
- Acela Express i USA
- Alaris i Spanien
- Cisalpino mellem Italien og Schweiz
- ICE T og ICE TD i Tyskland
- RABDe 500 i Schweiz
- Pendolino i Italien
- Talgo pendular i Spanien
- X 2000 i Sverige